# タウフィク・マフルーフィ
タウフィク・マフルーフィ（Taoufik Makhloufi, 1988年4月29日 - ）はアルジェリアの陸上競技選手。専門は中距離走、ロンドンオリンピック男子1500m金メダリスト。世界選手権はベルリンと大邱に出場。2011年のアフリカ競技大会と2012年のアフリカ選手権男子800mで優勝した。タウフィク・マフロフィや、タウフィク・マクルーフィと表記することもあるが、本稿ではマフルーフィと表記する。

## 経歴
スーク・アフラースに生まれた。2007年の世界クロスカントリー選手権ジュニア8kmで国際大会デビューし82位となった。2009年7月の地中海競技大会でシニアの国際大会に初めて出場し1500m4位の成績を残した。同月のゴールデンガラ1500mでは3分34秒34の自己ベストをマークした。この年国内タイトルをはじめて獲得し、アルジェリア代表としてベルリンで行われた世界選手権に出場を果たして準決勝1組9着の成績を残した。
2010年は7月のヘラクレス1500mで自己ベストを3分32秒94に伸ばして同年の男子1500m世界ランキングで上位20位以内に入った。アフリカ選手権1500mは決勝進出を果たしたが途中棄権に終わった。
2011年の1500mシーズンベストは7月のアルジェリア選手権で記録した3分34秒4だった。同年のダイヤモンドリーグはドーハ・カタールスーパーグランプリとストックホルム・DNガランの2レースに出場した。アルジェリア選手権優勝後、大邱で開かれた世界選手権のアルジェリア代表に選出され、1500m準決勝1組11着の成績を残した。9月にマプトで開かれたアフリカ競技大会は1500mでケニア勢に混じり3位に入って銅メダルを獲得、800mはボアズ・ララングを破って優勝し、自身初となる地域大会の金メダルを獲得した。
2012年は5月にラバトのモハメド6世国際陸上1500mで2位となり、6月にストックホルムで行なわれた競技会の800mで自己ベストを1分44秒88に更新した。アフリカ選手権800m決勝はケニア選手が1周目49秒85のオーバーペースで入る失敗に助けられ、自己ベストとなる1分43秒88をマークし優勝した。7月20日にモナコで行なわれたヘラクレスは1500mで5位となり自己ベストを3分30秒80に更新した。
2012年8月のロンドンオリンピックは参加標準記録を突破した800mと1500mの2種目にエントリーした。
1500mは予選（3日）・準決勝（5日）を通過し決勝進出を果たした。マフルーフィはもはや800m出場を望んでいなかったが、アルジェリア陸連が期限までにエントリー取り下げをしなかったため予選に出場せざるを得なかった。6日の800m予選は最後方を走って200m余りで途中棄権し、IAAF審判から誠実に競技しなかったと見なされて大会から追放処分を受けた。1500m決勝のために力を残そうとしたことが疑われた。アルジェリア陸連は膝の怪我が努力を妨げていたと主張し、医師による診断書の提示後に復帰が認められた。7日の1500m決勝は3分34秒08で優勝を飾り金メダルを獲得した。レースはスローペースで進み、マフルーフィはラスト200mのラップを12秒6-12秒5で走った。決勝時の能力はそれまでに見られなかったものであり批評家を驚かせた。マフルーフィは自身の進歩についてコーチの変更と同年の猛練習によるものであると説明した。
2013年8月にモスクワで開かれた世界選手権はウイルス感染から回復が遅れたことを理由に出場しなかった。

## 主な成績
| 年   | 大会                       | 場所             | 種目        | 順位   | 記録    |
| ---- | -------------------------- | ---------------- | ----------- | ------ | ------- |
| 2007 | 世界クロスカントリー選手権 | モンバサ         | ジュニア8km | 82位   |         |
| 2009 | 地中海競技大会             | ペスカーラ       | 1500m       | 4位    | 3:39.37 |
| 2009 | 世界選手権                 | ベルリン         | 1500m       | 準決勝 | 3:37.87 |
| 2010 | アフリカ選手権             | ナイロビ         | 1500m       | DNF    |         |
| 2011 | 世界選手権                 | 大邱             | 1500m       | 準決勝 | 3:50.86 |
| 2011 | アフリカ競技大会           | マプト           | 800m        | 優勝   | 1:46:32 |
| 2011 | アフリカ競技大会           | マプト           | 1500m       | 3位    | 3:39.99 |
| 2012 | アフリカ選手権             | ポルトノヴォ     | 800m        | 優勝   | 1:43.88 |
| 2012 | オリンピック               | ロンドン         | 1500m       | 優勝   | 3:34.08 |
| 2016 | オリンピック               | リオデジャネイロ | 800m        | 2位    | 1:42.61 |